# فرایا سیسونتانووهان
نوی آشارایانگ کون (تایلندی: น้อย อาจารยางกูร؛ ۵ ژوئیه ۱۸۲۲–۱۶ اکتبر ۱۸۹۱)، که با عنوان فرایا سیسونتانووهان (به انگلیسی: Phraya Sisunthonwohan)؛ (به زبان تایلندیพระยาศรีสุนทรโวหาร)، شناخته می‌شود یک نویسنده و محقق اهل تایلند بود. او بیشتر به خاطر نوشتن اولین سری کتابهای درسی مدرن مونلبات بانفاکیت (به زبان تایلندی: มูลบทบรรพกิจ؛ Munlabot Banphakit) شهرت دارد.